# 富瓦萨克 (加尔省)
富瓦萨克（法語：Foissac，法語發音：[fwasak]）是法国加尔省的一个市镇，位于该省中部略偏北，属于尼姆区。

## 地理
富瓦萨克（44°2'35"N, 4°17'53"E）面积3.8 平方千米，位于法国奧克西塔尼大區加尔省，该省份为法国南部沿海省份，南端濒地中海，北起顺时针与阿尔代什省、沃克吕兹省、罗讷河口省、埃罗省、阿韦龙省和洛泽尔省接壤。
与富瓦萨克接壤的市镇（或旧市镇、城区）包括：艾加利耶、巴龙、科洛尔格、塞尔维耶和拉博姆。

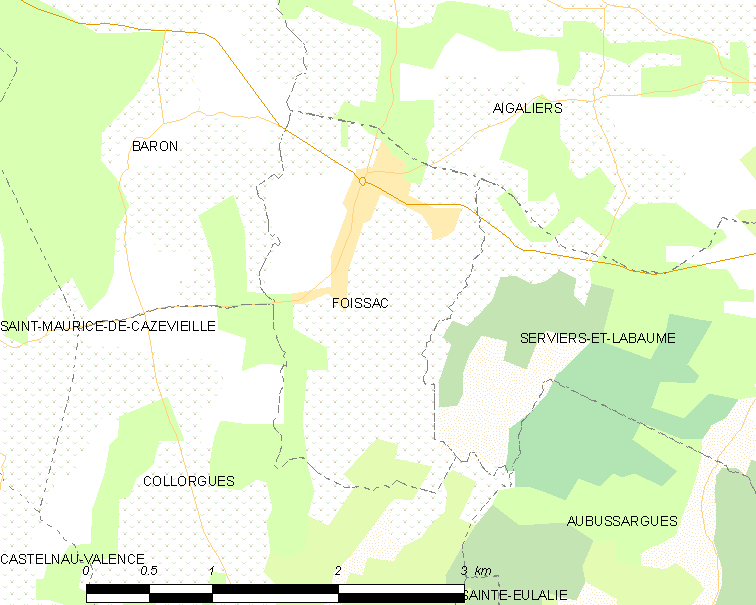
的OSM定位图

富瓦萨克的时区为UTC+01:00、UTC+02:00（夏令时）。

## 行政
富瓦萨克的邮政编码为30700，INSEE市镇编码为30111。

## 政治
富瓦萨克所属的省级选区为于泽斯县。

## 人口

1962-2008年间人口变化图示

富瓦萨克于2022年1月1日时的人口数量为449人。